# リーチオ・ジェッリ
リーチオ・ジェッリ（Licio Gelli、1919年4月21日-2015年12月15日）は、イタリアの極右政党イタリア社会運動（MSI）幹部、投資家、元フリーメイソンの「ロッジP2」代表。

## プロフィール

### 黒シャツ隊
1919年にトスカーナ州のピストイアの製粉業者の家に生まれる。高校時代にクラスの教師に暴力行為をはたらき、退学になる。1930年代後半に当時イタリアの政権を担っていたファシスト党のベニート・ムッソリーニ率いる「黒シャツ隊」の一員として、当時ムッソリーニ政権と友好関係にあったスペインのフランシスコ・フランコ政権を援助するためにスペインへ滞在したこともある。
その後ファシスト党のピストイア支部の幹部に抜擢された。その後第二次世界大戦期にはユーゴスラビアに派遣されドイツ空軍のヘルマン・ゲーリング総司令官への協力も行った。またこの頃に、黒シャツ隊のメンバーで終結後に「ネオファシスト」と呼ばれるイタリア社会運動党（MSI）を共同で創立することになる、ジョルジュ・アルミナンテと知り合った。

### 二重スパイ
1943年にムッソリーニが失脚し、イタリアが連合国に降伏した後にドイツにより北イタリアに設立されたイタリア社会共和国（サロ政権）時代には、サロ政権に協力しながら、パルチザンへの協力も行うといういわば二重スパイ的な行動を取ったお蔭で、連合国により北イタリアが解放された後は前歴を問われずピストイアに戻った。

### CIAとの関係
1945年の第二次世界大戦の終結後には、イタリアに進駐したイギリスやアメリカなどの連合国の情報局にスカウトされ、これらの組織がイタリア国内および周辺国において行った、共産党及び共産党員に対するカウンター活動に協力することとなる。なおジェッリは、アメリカのOSS（その後1947年にアメリカ中央情報局/CIAとなる）とは、その後冷戦期を通じて関係を保ち続けることとなった。
さらに、第二次世界大戦終結の翌年の1946年に、かつての黒シャツ隊のメンバーたちとファシスト党の復権を掲げる極右政党であるイタリア社会運動党を創立すると、直ちに幹部として活躍することとなった。またのちには左派の動きを抑圧するためのグラディオ作戦との関係も指摘されている。

### ドイツの戦犯逃亡幇助

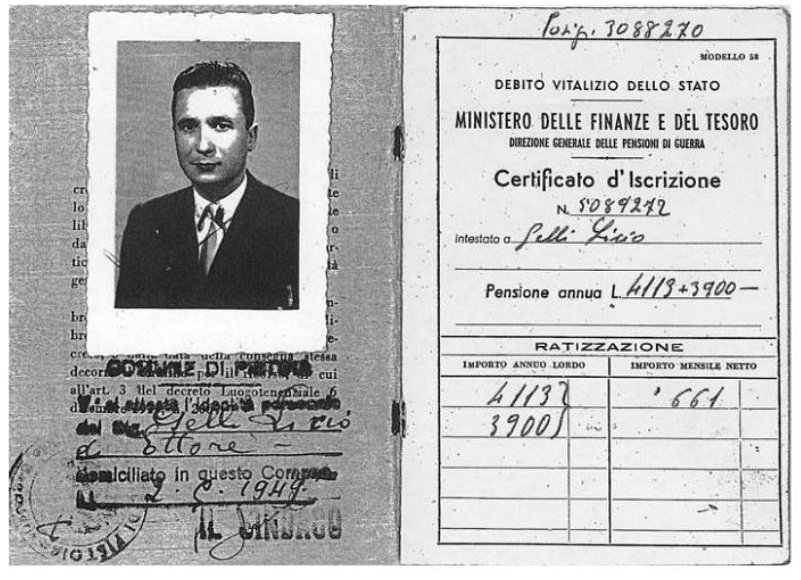
年金手帳（1949年）

その後ベッドスプリングメーカーの「ペルマフレックス」の管理職という表の顔を得るものの、その後も両国の情報局との関係を保っていたにも拘らず、かつて関係の深かったドイツ政府や軍の戦犯容疑者のアルゼンチンやブラジルなどの南アメリカへの逃亡を助けたことが明らかになっており、その中には第二次世界大戦時のドイツのナチス親衛隊中尉で、元ゲシュタポのクラウス・バルビーも含まれている。
なおこの逃亡幇助の際に、イギリス情報局秘密情報部やアメリカのOSSは、ジェッリが関与していることを知りつつも見逃していたという説がある。

### 南アメリカの軍事政権との関係

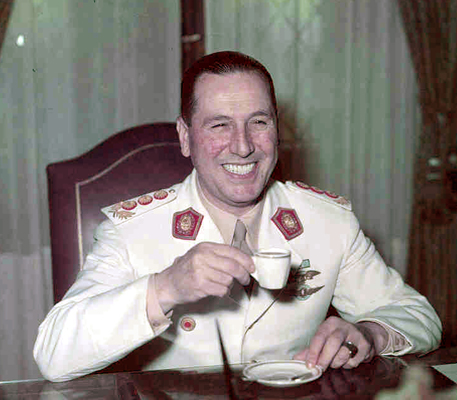
ファン・ペロン

その後1950年代の冷戦下において、「反共産主義」を掲げた軍事政権を維持していたアルゼンチンのファン・ペロン大統領や、ペロン大統領と親しいパラグアイのアルフレド・ストロエスネル大統領などの軍事政権の首脳陣、そしてボリビアの軍事政権の私兵集団や秘密警察などとの関係を深めた。
なおこの際には、第二次世界大戦後にジェッリの協力を得てアルゼンチンやボリビアなどに逃亡し、その後アルゼンチン軍やボリビア政府の顧問となっていたクラウス・バルビーをはじめとするドイツの戦犯容疑者らが両者の関係を取り持つこととなった。
その後ジェッリは、駐伊アルゼンチン大使館の「経済顧問」に就任し、フアン・ペロン元大統領と関係を持つ。イタリアやフランスをはじめとするヨーロッパ各国の最新兵器のアルゼンチンなどへの輸出利権に深く関わっていた。さらにその後1970年代にアルゼンチンで巻き起こった「汚い戦争」や、1982年に勃発した「フォークランド紛争」においてアルゼンチン軍に大戦果をもたらした「エグゾセ・ミサイル」のアルゼンチンへの供給を行うなど、アルゼンチン政府への協力を惜しまなかった。

### ロッジP2

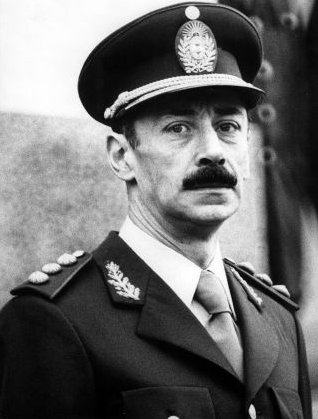
ホルヘ・ラファエル・ビデラ

1963年には、1877年に設立されたイタリアに本拠を置くグランド・ロッジ「イタリア大東社（Grande Oriente d'Italia）」に入会しようとしたものの、ファシスト党員やドイツへの協力者という前歴が問題とされて入会を拒否された。
しかしその後1965年に、イタリア系アメリカ人のフランク・ジリオーニや、同グランド・ロッジ傘下のロッジである「ロッジP2」（P2=Propaganda Due）のロッジ代表代理で、社会民主党員のピエトロ・アスカレッリからの推薦を受けて入会を果たす。その後1970年には「ロッジP2」のロッジ代表に選出され、1971年には「イタリア大東社」のグランド・マスター（=親方）となった。
その後「ロッジP2」への会員の獲得を進めた上に、「ロッジP2」は冷戦たけなわの1970年代に、イタリア社会運動党の関係者や、イタリアの右派政治家や軍人を中心に、アルゼンチンなどの南アメリカ諸国の軍事政権の政治家や軍人もメンバーに持ち、さながら冷戦下における反共産主義者の集まりとして活動していた。同ロッジのメンバーは、反共産主義活動の一環として南アメリカの軍事政権への最新の武器買い付けを行ったほか、アルゼンチンで「汚い戦争」を進めていたホルヘ・ラファエル・ビデラ大統領を積極的に支援していた。
さらに、当時歴代のボリビアの軍事政権指導者とその警察の治安対策アドバイザーとなっていたバルビーを経由して、アルゼンチンのペロン大統領の支援の下ボリビアへ亡命し、1964年から政権を握ったレネ・バリエントス・オルトゥーニョ将軍との関係も結んだ。　
この様な活動が疑惑と批判を浴び、1976年にフリーメイソンのロッジとしての認証が取り消されたものの、その後も「認証されないロッジ」として、他のロッジのメンバーとなった元メンバーのイタリアの政治家や軍人、極右活動家を中心に、言葉通りの「秘密結社」的存在として活動していた。

### バチカン銀行への関与

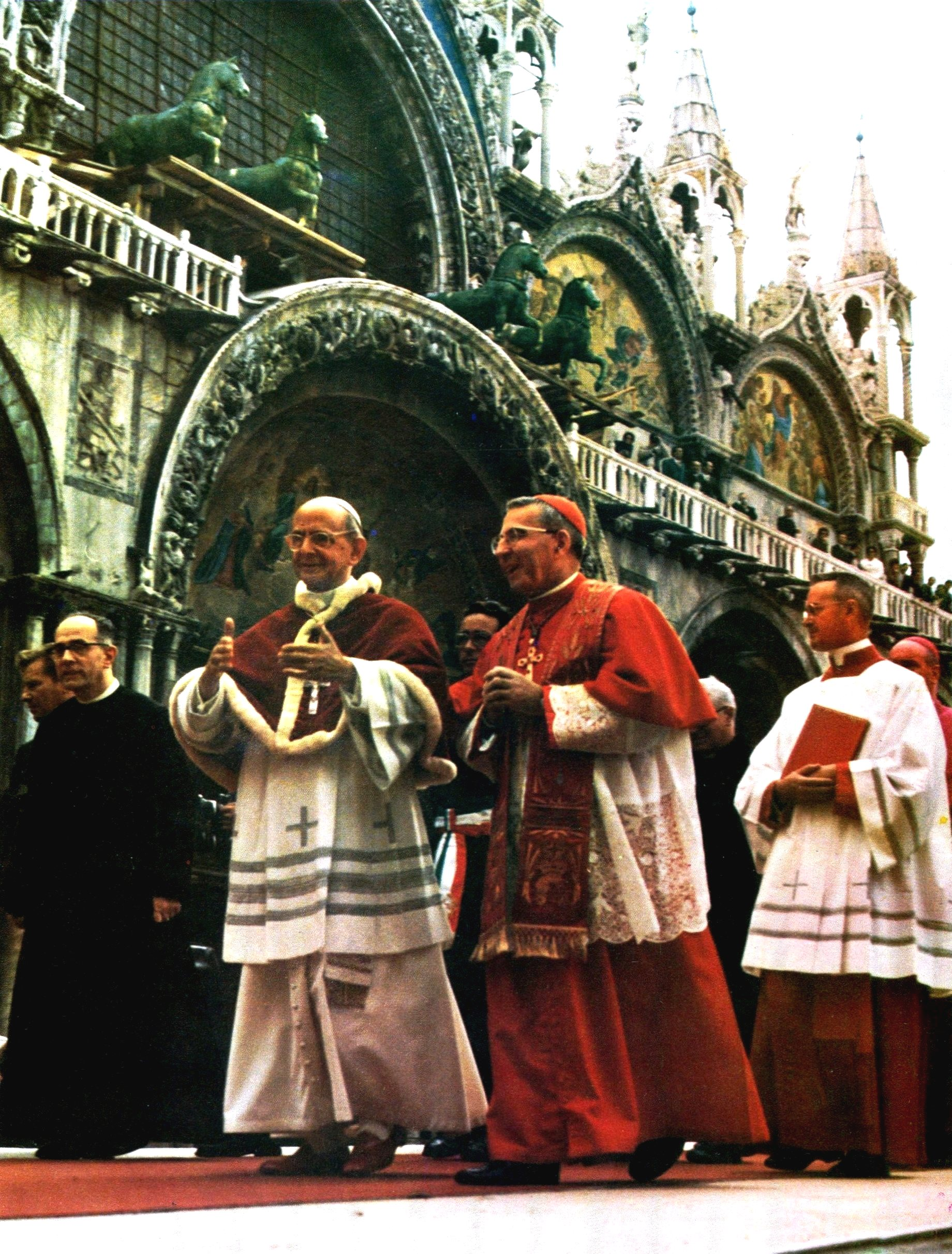
ヨハネ・パウロ1世（右）

なおジェッリは、バチカン銀行の財政顧問も務めた弁護士で、自らが経営するミラノのプライベートバンクを通じてマフィアのマネーロンダリングを行っていたミケーレ・シンドーナとの関係を結んだ。
さらに1960年代後半には、バチカン銀行の資金調達と投資を行う主力行のアンブロシアーノ銀行の幹部であるロベルト・カルヴィを通じて、バチカン銀行総裁でアメリカのシカゴ出身のポール・マルチンクス大司教や、さらにマルチンクス大司教と昵懇の仲であったアメリカのデヴィッド・M・ケネディ財務長官との関係を結び、バチカン銀行とアンブロシアーノ銀行を通じたマフィアがらみの資金のマネー・ロンダリングと不正融資を進めることとなった。
これに対してイタリア政府内やバチカン内で批判が巻き起こった上、1974年にシンドーナが経営していたプライベートバンクが、3億アメリカドルを超える負債を抱え経営が悪化したことなどを受けて、イタリアの財政局がシンドーナに対し横領罪での調査を進めたものの、当時の教皇であるパウロ6世がマルチンクス大司教の事実上の後見人であったことから、ジェッリやカルヴィらによるマネー・ロンダリングと不正融資はおとがめを受けることなく行われることとなった。

### ヨハネ・パウロ1世「暗殺」
しかし、1978年8月にパウロ6世教皇が死去しヨハネ・パウロ1世が同月26日新教皇に就任すると、バチカン銀行の取り引きの調査を進めることを指示しただけでなく、この時点でマスコミにすらその疑惑が取りざたされていたマルチンクス大司教の解任を中心としたバチカン内の新人事の発令を進めた。
しかしヨハネ・パウロ1世は、同年9月28日の早朝にバチカン内の住居のベッドで死去しているのが発見された。教皇就任後わずか33日後の死であった。
これにより、バチカン銀行に対する調査やマルチンクス大司教の解任は実行されないままとなった。さらにヨハネ・パウロ1世を継いで1978年10月に教皇となったヨハネ・パウロ2世が、急死した前任者と打って変わってバチカン銀行の改革に熱心でなかったこともあり、その後もジェッリやカルヴィは、マルチンクス大司教の庇護の下でバチカン銀行を経由したマフィア絡みのマネーロンダリングと不正融資を続けた。
なお、ヨハネ・パウロ1世教皇の逝去後に、ヨハネ・パウロ1世教皇が逝去時に手にしていた新人事について書かれた書類やメガネ、スリッパなどが行方不明になったり、検視や解剖もされないままに即座に遺体に保存剤を注入するなど、死因を隠ぺいするような不可解な動きが行われたこと、さらに、バチカン外に居住していたマルチンクス大司教が教皇逝去の直後の早朝に、普段早朝に足を踏み入れることが無かったバチカンにいたことが目撃されていたことなどが疑惑を呼び、教皇の突然の死が、教皇により解任されることになっていたマルチンクス大司教やジェッリ、シンドーナやカルヴィによって仕組まれた「暗殺」であるという説がその後広まることとなった。

### ボローニャ駅爆破事件

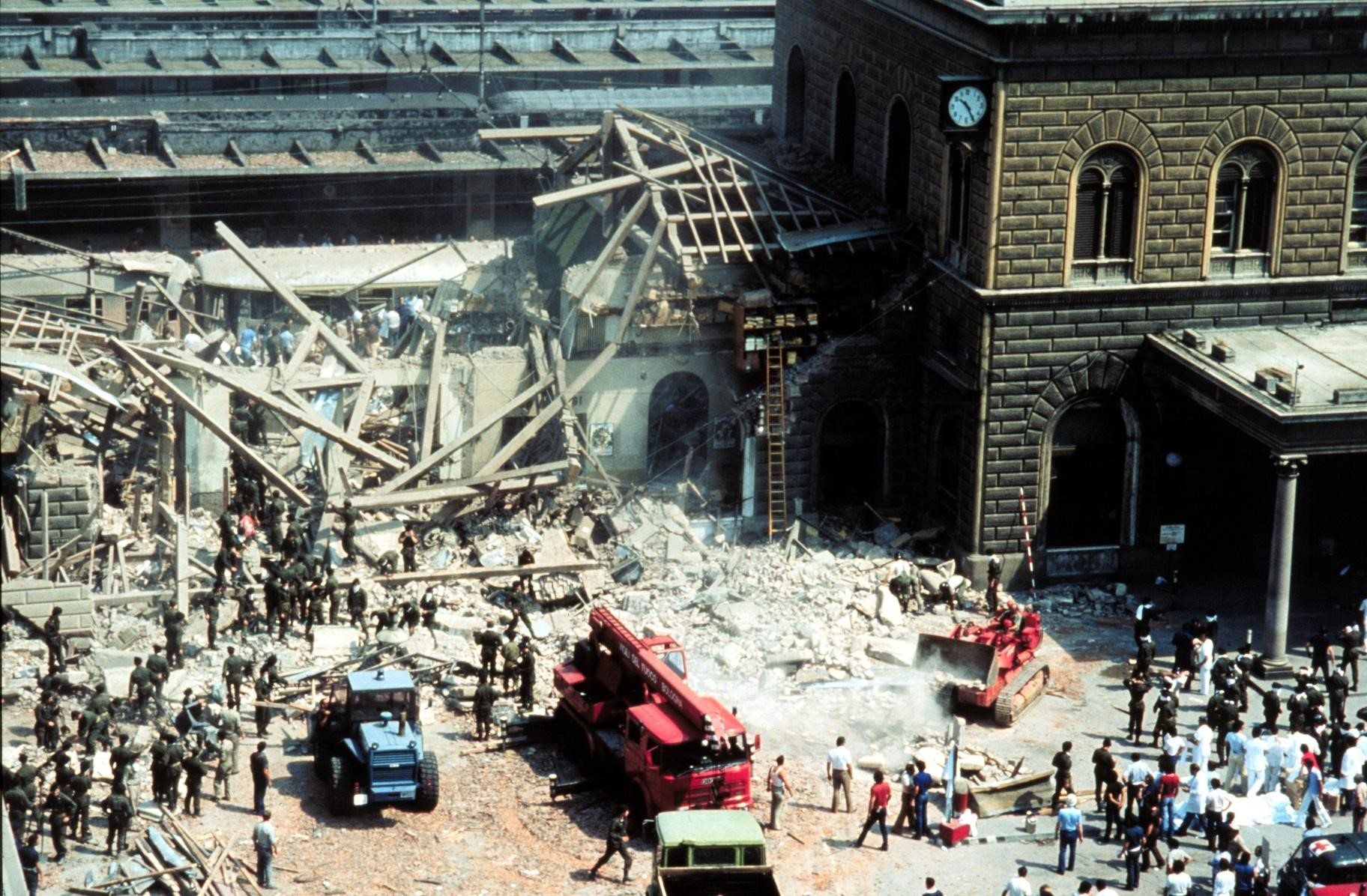
爆破されたボローニャ中央駅

1980年8月2日の朝に、ボローニャにあるボローニャ中央駅で爆弾テロ事件が発生し、これにより85人が死亡、200人以上が負傷した。当初この事件は事故と思われていたものの、その後の調査で捜査員が爆心地近くで金属片とプラスチック片を発見したことにより、テロ事件と断定され捜査が開始された。
その後捜査当局はネオファシズム組織の「武装革命中核」（Nuclei Armati Rivoluzionari）がテロの実行犯と断定し、さらに「ロッジP2」のメンバーで、イタリア軍安全情報局（SISMI）のナンバー2のピエルト・ムスメキ将軍が、ジェッリの事件への関与の嫌疑をそらし、さらに他の極右組織のメンバーに嫌疑をかけるための偽装工作を行ったとして逮捕された。
その後行われた裁判でジェッリとムスメキ将軍は捜査妨害などの罪で有罪判決を受けた。なお、事件の動機は判明していないが、爆破テロを行い多くの市民を殺害し、その罪を共産主義者になすりつけることで、共産主義者による脅威と、当時のフランチェスコ・コッシガ政権の極左対策への無策をアピールし、世論を極右政党に対し有利な方向に誘導することが目的であったのではないかと言われている。

### 「P2事件」

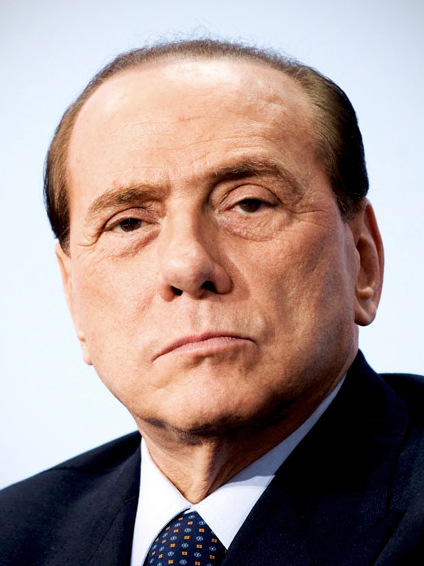
シルヴィオ・ベルルスコーニ

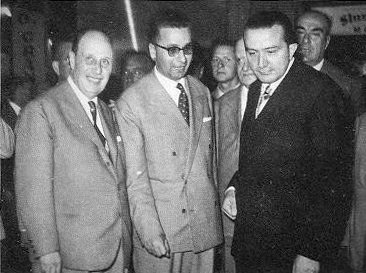
アンドレオッティとジェッリ

翌1981年3月には、当時ボローニャ駅爆破事件及びいくつかの経済犯罪、さらに政府転覆謀議などへの関与の容疑でイタリア当局に逮捕状が出されていたジェッリのナポリの別宅をイタリア警察が捜索した際に「ロッジP2」の会員リストが発見され、既に「認証されないロッジ」となっていた「ロッジP2」に、下記の10人を含む932人のメンバーがいることがジェッリが持っていたリストから確認され、イタリア政府より発表された。
その中には、第二次世界大戦後の王制廃止により亡命生活を余儀なくされていたヴィットーリオ・エマヌエーレ・ディ・サヴォイア元イタリア王国王太子の他にも、30人の現役将軍、38人の現役国会議員、4人の現役閣僚、更には情報部員や後に合計4期に渡ってイタリアの首相となったシルヴィオ・ベルルスコーニなどの実業家、大学教授などが含まれており、「P2事件」と呼ばれイタリア政財界のみならず、ヨーロッパ中を揺るがす大スキャンダルとなった。
これらの事態を受けフリーメイソンは、ジェッリ以下の「ロッジP2」の全てのメンバーを、｢フリーメイソンの名をかたった上で、フリーメイソンにふさわしくない活動を行った｣として1981年10月31日に正式に破門した。また同年12月24日には、アレッサンドロ・ペルティーニ大統領が「ロッジP2」を「犯罪組織」と指名し、議会に調査委員会が発足した。
ジェッリは当局の捜査が入る前に逮捕を逃れるためにスイスに逃亡していたが、1982年に潜伏先のジュネーヴで逮捕され、上記の容疑にあわせて1960年代から1970年代にかけてトスカーナで発生した25件の極右テロに対する資金的援助の容疑で、イタリアとスイスの裁判所から有罪判決を受け服役した。しかし、その後数回に渡り脱獄と逮捕を繰り返した。なおこれらの一連の脱獄には、ジェッリと親しかったジュリオ・アンドレオッティ首相を含むイタリア政界関係者やマフィアによる組織的な関与があったとみられている。

### 「カルヴィ暗殺事件」

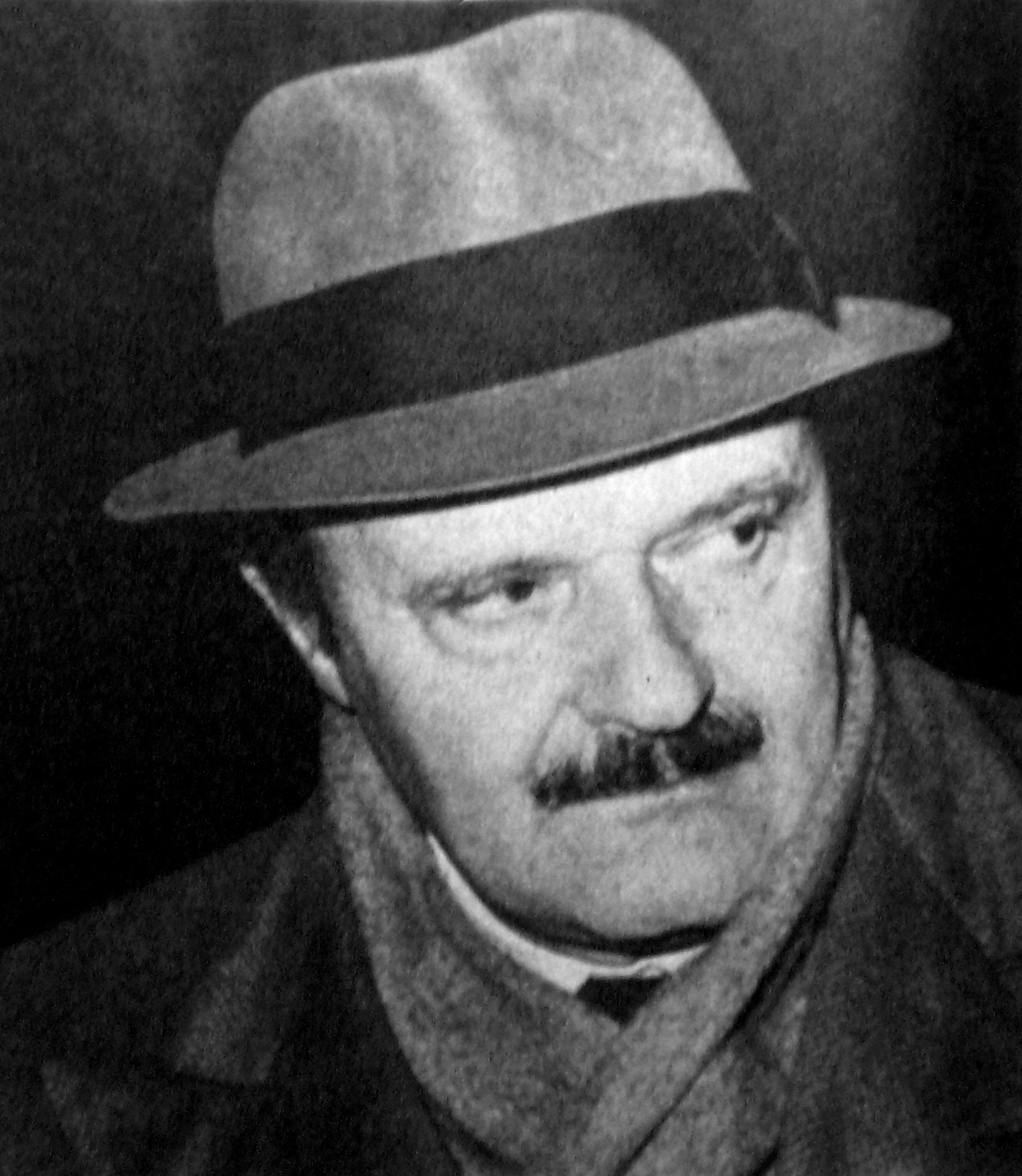
ロベルト・カルヴィ

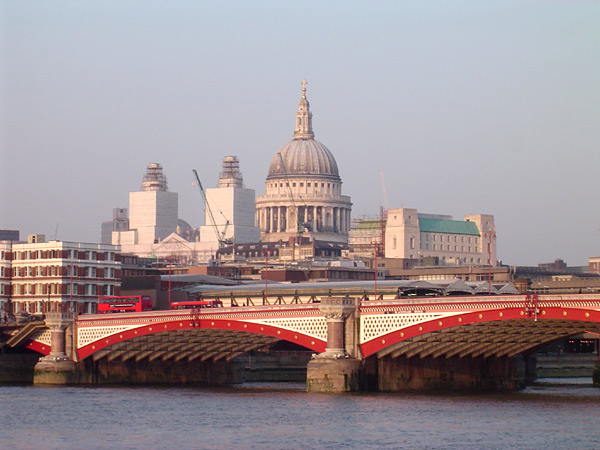
ブラックフライアーズ橋

ジェッリは「P2事件」後に逮捕されるまでの間、1975年にアンブロシアーノ銀行の頭取に就任したカルヴィの協力の元に、アンブロシアーノ銀行とバチカン銀行を経由したマネーロンダリングと不正融資を続けていたが、不明朗な資金の流れはイタリア政府関係者やイタリアをはじめとする各国のマスコミの疑念を呼ぶこととなった。その結果、アンブロシアーノ銀行は1981年から1982年にかけてイタリア中央銀行による大規模な査察を受けることとなり、およそ10-15億アメリカドルに上る使途不明金を抱えていたことが明らかになり、1982年5月に破綻した。
なおカルヴィは、アンブロシアーノ銀行の破綻とそれに伴う議会の公聴会への招聘の直前に、偽造パスポートを使い国外に逃亡していたが、6月17日に、イギリスの首都、ロンドンのテムズ川にかかるブラックフライアーズ橋の下で「首吊り死体」の姿で発見されたため、当事者のバチカンとイタリア、イギリス政府のみならず、全世界を揺るがす大騒動となった。
カルヴィの死体が発見された当時は単なる自殺であるということで片付けられたものの、死体の位置が自ら首を吊ったとするには無理がある状況であったり、なぜか衣服のポケットに別の場所で入れられたと見られる小石や煉瓦が入っていたりと、死体の状況が単なる自殺とはあまりにもかけ離れた状況であることから、その後遺族らによって再捜査を依頼されたスコットランド・ヤード（ロンドン市警）が再捜査を開始し、最終的に1992年に他殺と判断された。また、イタリア警察当局も2003年7月にカルヴィの遺族の依頼により遺体を掘り起こし再鑑定した結果、「他殺され発見現場に運ばれた」との判断を下している。
その後行われた捜査と裁判の過程の中で、イタリアの司法当局への情報提供者と転向したマフィアの構成員のフランチェスコ・マリーノ・マンノイアは、1991年7月に「カルヴィが殺害された原因は、アンブロシアーノ銀行破綻によりマフィアの資金が失われた報復であり、実際にカルヴィを殺害したのは当時ロンドンにいたマフィアのフランチェスコ・ディ・カルロであり、殺害命令を下したのは『ロッジP2』のジェッリ元会長と、マフィアの財政面、主にマネーロンダリングに深く関わったことから『マフィアの財務長官』と呼ばれたジュセッペ・ピッポ・カロ　であった」と暴露した。
その後もイタリアの司法当局による捜査は続き、2005年4月18日に司法当局は、カロとジェッリ、カルボーニ、ディオタッレーヴィとカルヴィのボディガードだったシルヴァノ・ヴィットールら5人を、カルヴィに対する殺人罪などでローマ地方裁判所に起訴した。
同年10月には裁判が開始され、その後2007年3月に検察官のルカ・テスカローリは、これら5人の被告に対してカルヴィ殺害に関与した容疑で終身刑を求刑した（なおカロは、1984年12月23日にフィレンツェとボローニャ間を走る急行列車の爆破テロを指示した他、64件の殺人罪と麻薬密輸罪など136件の犯罪に関与した容疑で終身刑4回の判決を受け、1987年より服役していた）。しかし、2007年6月6日にローマ地方裁判所はジェッリを含む5人の被告全員に対して「証拠不十分」として無罪判決を下した。

### 有罪判決と逃亡
1992年には、アンブロシアーノ銀行の破たんに関する複数の罪状で18年の求刑を受け、後に求刑が12年に減らされたが控訴した。さらに1994年には国家機密漏えいなどの罪で17年の刑が確定し自宅軟禁におかれた。
1998年4月には、アンブロシアーノ銀行の破たんに関する罪で12年の禁固刑が確定したものの、刑務所に送られることを逃れるために前日にフランスに逃亡した。しかしその後カンヌで逮捕され刑務所に収監された。なおその最中の1996年には、マザー・テレサなどの協力を受けてノーベル文学賞候補になった。

### 晩年
2003年には、刑務所内で「ラ・レプッブリカ」紙のインタビューを受け、元会員で現職大統領のシルヴィオ・ベルルスコーニの手による「P2再生プラン」を発表して話題を呼んだ。2007年に「カルヴィ暗殺事件」で無罪判決を受けた後には、自らの自叙伝的映画のための権利を譲渡する契約を、アメリカの映画プロデューサーとの間に結んだ。

### 死去
その後もテレビや雑誌などに登場し言論活動を行っていたが、2013年11月には、脱税行為を行ったとしてイタリアの金融警察により資産の差し押さえを受けた。2015年12月15日にトスカーナ州で死去した。

## 索引
1. ↑  「本当にあった世界の陰謀論案内」 笠倉出版社 106頁
2. 1 2 3 4 5 6 7  「法王暗殺」デイビッド・ヤロップ著 文藝春秋 1985年
3. 1 2 3  「イタリア・マフィア」シルヴィオ・ピエロサンティ著 ちくま新書 2007年
4. ↑  「サイレント・マイノリティ」塩野七生著 新潮文庫